# Rancé
Rancé är en kommun i departementet Ain i regionen Auvergne-Rhône-Alpes i östra Frankrike. Kommunen ligger  i kantonen Reyrieux som ligger i arrondissementet Bourg-en-Bresse. Kommunens areal är 9,53 km². År 2022 hade Rancé 760 invånare.

## Befolkningsutveckling
Antalet invånare i kommunen Rancé
Referens: INSEE